# Clavopelma tamaulipeca
Clavopelma tamaulipeca är en spindelart som först beskrevs av Chamberlin 1937.  Clavopelma tamaulipeca ingår i släktet Clavopelma och familjen fågelspindlar. Inga underarter finns listade i Catalogue of Life.